# Kalevi Viskari
Kalevi Viskari (Enso, 15 giugno 1928 – Vantaa, 13 novembre 2018) è stato un ginnasta finlandese.

## Palmarès

### Olimpiadi
- 1 medaglia:
  - 1 bronzo (Helsinki 1952 a squadre)